# آدرینه توماس
آدریِنِه توماس (انگلیسی: Adrienne Thomas؛ زادهٔ) یک سیاست‌مدار اهل ایالات متحده آمریکا است.